# جورج فالكونر
جورج فالكونر (بالإنجليزية: George Falconer)‏ هو لاعب كرة قدم بريطاني، ولد في 23 نوفمبر 1946، وتوفي في 3 يناير 2013. لعب مع ريث روفرز ونادي دندي.

## وصلات خارجية
- جورج فالكونر على موقع قاعدة بيانات كرة القدم.إي يو (الإنجليزية)